# XY-Modell
Das XY-Modell ist eine Verallgemeinerung des Ising-Modells der statistischen Mechanik, mit dem der Magnetismus und andere physikalischen Erscheinungen beschrieben werden können. Das XY-Modell ist der Spezialfall {\displaystyle n=2} des allgemeineren n-Vektor-Modells (die anderen Spezialfälle dieses Modells sind das Ising-Modell mit {\displaystyle n=1} und das  Heisenberg-Modell mit {\displaystyle n=3}).
Es wurde schon 1950 von Yōichirō Nambu in Zusammenhang mit dem zweidimensionalen Ising-Modell betrachtet. Elliott Lieb, Daniel Mattis und T. Schultz gaben 1961 eine exakte Lösung des XY-Modell von Spin 1/2-Teilchen in einer Dimension. Dabei verwendeten sie die Jordan-Wigner-Transformation.
Das XY-Modell besteht aus {\displaystyle N} Spins {\displaystyle {\vec {s_{i}}}}, die durch Einheitsvektoren dargestellt werden. Sie sind auf den Punkten eines Gitters beliebiger Dimension angeordnet, können aber nur in einer Ebene ausgerichtet sein; daher die Bezeichnung XY und der Spezialfall {\displaystyle n=2}.
Der Hamiltonian für das XY-Modell ist gegeben durch:
{\displaystyle H=-J\sum _{\langle i,j\rangle }{\vec {s}}_{i}\cdot {\vec {s}}_{j}-{\vec {H}}\sum _{i=1}^{N}{\vec {s}}_{i}}
wobei
- über die nächsten Nachbarspins summiert wird
- „{\displaystyle \cdot }“ das Standardskalarprodukt für den zweidimensionalen euklidischen Raum und
- {\displaystyle J} die Kopplungskonstante
- {\displaystyle {\vec {H}}} ein externes Magnetfeld ist.

Der Ordnungsparameter des XY-Modells ist die Magnetisierung {\displaystyle {\vec {M}}=(M_{x},M_{y})} und somit ein Vektor in der XY-Ebene. Ein Phasenübergang kann für zwei- und höherdimensionale Gitter auftreten. In zwei Dimensionen ist dies kein normaler kontinuierlicher Phasenübergang oder Phasenübergang erster Ordnung, sondern der durch keinen herkömmlichen lokalen Ordnungsparameter beschreibbare Kosterlitz-Thouless-Übergang. Dieser ist der Hauptgrund, warum das XY-Modell für die theoretische Physik interessant ist.